# Parafia św. Marcina BW w Siemkowicach
Parafia Świętego Marcina BW w Siemkowicach – parafia rzymskokatolicka w Siemkowicach. Należy do dekanatu Działoszyn archidiecezji częstochowskiej. Została utworzona w XII wieku. Parafię prowadzą księża diecezjalni.